# Râul Deluț, Purcelu
Râul Deluț este un curs de apă, afluent al râului Purcelu.

## Hărți
- Harta județului Harghita
- Harta Munților Călimani  Arhivat în 11 octombrie 2008, la Wayback Machine.